# Torneo de Dubái 2011
El Torneo de Dubái (Dubai Duty Free Tennis Championships ) es un evento de tenis perteneciente al ATP World Tour en la serie 500. Se juega del 21 al 27 de febrero en Dubái (Emiratos Árabes Unidos).

## Campeones
- Individuales masculinos:  Novak Djokovic derrota a  Roger Federer por 6–3, 6–3

- Dobles masculinos:  Sergiy Stajovski /  Mijaíl Yuzhny  derrotan a  Jérémy Chardy /  Feliciano López por 4–6, 6–3, [10-3]

- Individuales femenino:  Caroline Wozniacki derrota a  Svetlana Kuznetsova por  6–1, 6–3

- Dobles femenino:  Liezel Huber /  María José Martínez Sánchez  derrotan a  Květa Peschke /  Katarina Srebotnik por 7–6(5), 6–3,